# Saison 2010-2011 de la LCHF
Saison précédente Saison suivante
La saison 2010-2011 est la quatrième saison de la Ligue canadienne de hockey féminin (LCHF). La saison régulière voit cinq équipes jouer 26 parties. La ligue accueille pour la première fois une franchise basée aux États-Unis : les Blades de Boston. Les Stars de Montréal terminent première de la saison régulière pour la quatrième année consécutive. Elles confirment ensuite durant les séries en remportant la finale de la ligue face au Thunder de Brampton puis celle de la Coupe Clarkson contre les Furies de Toronto.

## Saison régulière
| Clt   | Équipe                   | PJ | V  | D  | DP | DF | BP  | BC  | Diff | Pts |
| ----- | ------------------------ | -- | -- | -- | -- | -- | --- | --- | ---- | --- |
| +001, | Stars de Montréal        | 26 | 22 | 2  | 0  | 2  | 125 | 70  | +55  | 46  |
| +002, | Thunder de Brampton      | 26 | 19 | 5  | 1  | 1  | 111 | 69  | +40  | 40  |
| +003, | Blades de Boston         | 26 | 10 | 15 | 1  | 0  | 73  | 101 | -28  | 21  |
| +004, | Furies de Toronto        | 26 | 8  | 13 | 0  | 5  | 83  | 98  | -15  | 21  |
| +005, | Barracudas de Burlington | 26 | 6  | 18 | 1  | 1  | 54  | 108 | -54  | 14  |

- En gras : vainqueur de la saison régulière, qualifié pour la finale de la LCHF et la Coupe Clarkson
- En italique : qualifié pour la finale de la LCHF et la Coupe Clarkson
- Qualifiés pour le barrage de qualification pour la Coupe Clarkson

### Statistiques

#### Meilleures pointeuses
| Joueuse            | Équipe              | PJ | B  | A  | Pts | Pun |
| ------------------ | ------------------- | -- | -- | -- | --- | --- |
| Caroline Ouellette | Stars de Montréal   | 26 | 22 | 46 | 68  | 14  |
| Jayna Hefford      | Thunder de Brampton | 24 | 24 | 22 | 48  | 26  |
| Jennifer Botterill | Furies de Toronto   | 22 | 13 | 25 | 38  | 12  |
| Noémie Marin       | Stars de Montréal   | 17 | 21 | 14 | 35  | 10  |
| Emmanuelle Blais   | Stars de Montréal   | 26 | 11 | 21 | 32  | 30  |
| Julie Chu          | Stars de Montréal   | 16 | 5  | 27 | 32  | 0   |
| Annie Guay         | Stars de Montréal   | 26 | 13 | 18 | 31  | 14  |
| Sam Faber (en)     | Blades de Boston    | 21 | 14 | 14 | 28  | 28  |
| Cherie Piper       | Thunder de Brampton | 13 | 13 | 12 | 25  | 6   |
| Angela Ruggiero    | Blades de Boston    | 20 | 10 | 15 | 25  | 36  |
| Sarah Vaillancourt | Stars de Montréal   | 12 | 10 | 15 | 25  | 8   |

## Récompenses

### Trophées
| Trophée                                             | Vainqueur                              |
| --------------------------------------------------- | -------------------------------------- |
| Trophée Angela James Meilleur pointeur de la saison | Caroline Ouellette (Stars de Montréal) |
| Meilleure joueuse                                   | Caroline Ouellette (Stars de Montréal) |
| Gardienne de l'année                                | Kim St-Pierre (Stars de Montréal)      |
| Défenseure de l'année                               | Angela Ruggiero (Blades de Boston)     |
| Attaquante de l'année                               | Caroline Ouellette (Stars de Montréal) |
| Recrue de l'année                                   | Sarah Vaillancourt (Stars de Montréal) |

### Équipes d'étoiles
| Position         | Joueuse            | Équipe              |
| ---------------- | ------------------ | ------------------- |
| Gardienne de but | Kim St-Pierre      | Stars de Montréal   |
| Défenseure       | Angela Ruggiero    | Blades de Boston    |
| Défenseure       | Annie Guay         | Stars de Montréal   |
| Attaquante       | Caroline Ouellette | Stars de Montréal   |
| Attaquante       | Jayna Hefford      | Thunder de Brampton |
| Attaquante       | Sarah Vaillancourt | Stars de Montréal   |

| Position         | Joueuse            | Équipe              |
| ---------------- | ------------------ | ------------------- |
| Gardienne de but | Laura Hosier       | Thunder de Brampton |
| Défenseure       | Britni Smith       | Furies de Toronto   |
| Défenseure       | Molly Engstrom     | Thunder de Brampton |
| Attaquante       | Jennifer Botterill | Thunder de Brampton |
| Attaquante       | Sam Faber          | Blades de Boston    |
| Attaquante       | Noémie Marin       | Stars de Montréal   |

| Position         | Joueuse            | Équipe                   |
| ---------------- | ------------------ | ------------------------ |
| Gardienne de but | Christina Kessler  | Barracudas de Burlington |
| Défenseure       | Britni Smith       | Furies de Toronto        |
| Défenseure       | Kacey Bellamy      | Blades de Boston         |
| Attaquante       | Sarah Vaillancourt | Stars de Montréal        |
| Attaquante       | Sam Faber          | Blades de Boston         |
| Attaquante       | Kori Cheverie      | Furies de Toronto        |

## Séries éliminatoires

### Barrage de qualification pour la Coupe Clarkson
| 11 mars 2011 | Boston | 2-4 (0-1, 1-2, 1-1) | Toronto | Burbank Ice Arena, Reading 280 spectateurs |

| Feuille de match | Feuille de match                                             | Feuille de match        | Feuille de match | Feuille de match |
| ---------------- | ------------------------------------------------------------ | ----------------------- | --- | ---------------- |
|                  | - Long (Faber) — 30 min 12 s - Ruggiero — 48 min 53 s (SN) - | 0-1 0-2 1-2 1-3 2-3 2-4 | Cheverie (Botterill) — 14 min 46 s Bonhomme (Cheverie, Botterill) — 22 min 28 s - Bonhomme (Smith, Bonello) — 38 min 28 s (SN) - Cheverie (Botterill, Smith) — 54 min 7 s |                  |
| Mandy Cronin     | Gardiens                                                     | Sami Jo Small           | |                  |
| 11 min           | Pénalités                                                    | 8 min                   | |                  |
| 30               | Tirs                                                         | 38                      | |                  |

| 12 mars 2011 | Boston | 1-3 (1-1, 0-2, 0-0) | Toronto | Bright Hockey Center, Boston 184 spectateurs |

| Feuille de match | Feuille de match                   | Feuille de match | Feuille de match | Feuille de match |
| ---------------- | ---------------------------------- | ---------------- | --- | ---------------- |
|                  | Keady (Berman) — 7 min 38 s (SN) - | 1-0 1-1 1-2 1-3  | - Brine (Botterill, Cheverie) — 9 min 1 s Davies (Di Stasi, Bonhomme) — 27 min 26 s Bonhomme (Botterill, Brine) — 36 min 23 s |                  |
| Mandy Cronin     | Gardiens                           | Sami Jo Small    | |                  |
| 6 min            | Pénalités                          | 16 min           | |                  |
| 39               | Tirs                               | 27               | |                  |

### Finale
| 11 mars 2011 | Montréal | 2-1 (TB) (1-1, 0-0, 0-0, 0-0, 1-0) | Brampton | Ed Meagher Arena, Montréal 100 spectateurs |

| Feuille de match | Feuille de match                                                | Feuille de match        | Feuille de match                  | Feuille de match |
| ---------------- | --------------------------------------------------------------- | ----------------------- | --------------------------------- | ---------------- |
|                  | - Ouellette (Marin, Davidson) — 3 min 37 s Breton — 65 min (TB) | 0-1 1-1 2-1             | Apps (Kirk, Piper) — 1 min 18 s - |                  |
| Jenny Lavigne    | Gardiens                                                        | Lara Hosier Kira Hurley |                                   |                  |
| 6 min            | Pénalités                                                       | 18 min                  |                                   |                  |
| 45               | Tirs                                                            | 25                      |                                   |                  |

| 12 mars 2011 | Montréal | 4-3 (1-1, 1-0, 2-2) | Brampton | McConnell Arena, Montréal 200 spectateurs |

| Feuille de match | Feuille de match | Feuille de match            | Feuille de match                                                                  | Feuille de match |
| ---------------- | --- | --------------------------- | --------------------------------------------------------------------------------- | ---------------- |
|                  | - Thibault (Chu, Vaillancourt) — 12 min 22 s (SN) Vaillancourt (Chu, Harbec) — 31 min 36 s Marin (Guay, Ouellette) — 45 min 30 s Harbec (Chu, Vaillancourt) — 46 min 13 s - | 0-1 1-1 2-1 3-1 4-1 4-2 4-3 | Hefford (Engstrom, Piper) — 3 min 45 s (SN) - Apps — 52 min 2 s Fox — 55 min 20 s |                  |
| Kim St-Pierre    | Gardiens | Kira Hurley                 |                                                                                   |                  |
| 16 min           | Pénalités | 12 min                      |                                                                                   |                  |
| 36               | Tirs | 29                          |                                                                                   |                  |

## Coupe Clarkson
Le tournoi de la Coupe Clarkson se déroule du 24 au 27 mars 2011 au Molson Centre de Barrie, dans la province de l'Ontario. Quatre équipes y prennent part, les Stars de Montréal, le Thunder de Brampton et les Furies de Toronto de la LCHF et les Whitecaps du Minnesota de la Ligue féminine de hockey de l'Ouest (WWHL).

### Tour préliminaire
| Clt   | Équipe                 | PJ | V | D | DP | DF | BP | BC | Diff | Pts |
| ----- | ---------------------- | -- | - | - | -- | -- | -- | -- | ---- | --- |
| +001, | Stars de Montréal      | 3  | 3 | 0 | 0  | 0  | 14 | 6  | +8   | 6   |
| +002, | Furies de Toronto      | 3  | 2 | 1 | 0  | 0  | 10 | 4  | +6   | 4   |
| +003, | Thunder de Brampton    | 3  | 1 | 2 | 0  | 0  | 13 | 12 | +1   | 2   |
| +004, | Whitecaps du Minnesota | 3  | 0 | 3 | 0  | 0  | 3  | 18 | -15  | 0   |

- En italique : qualifié pour la finale de la Coupe Clarkson

### Finale
| 27 mars 2011 | Montréal | 5-0 (2-0, 1-0, 2-0) | Toronto | Molson Centre, Barrie 2 300 spectateurs |

| Feuille de match | Feuille de match | Feuille de match    | Feuille de match | Feuille de match |
| ---------------- | --- | ------------------- | ---------------- | ---------------- |
|                  | Davidson (Thibault) — 7 min 29 s Marin (Ouellette) — 14 min 47 s Harbec (Guay) — 30 min 36 s Vaillancourt (Ouellette) — 42 min 42 s Ouellette (Chu) — 45 min 33 s | 1-0 2-0 3-0 4-0 5-0 | -                |                  |
| Kim St-Pierre    | Gardiens | Sami Jo Small       |                  |                  |
| 0 min            | Pénalités | 0 min               |                  |                  |
| 51               | Tirs | 26                  |                  |                  |

### Récompenses
| Trophée               | Vainqueur                                                                               |
| --------------------- | --------------------------------------------------------------------------------------- |
| Meilleure joueuse     | Sarah Vaillancourt (Stars de Montréal)                                                  |
| Meilleures pointeuses | Sarah Vaillancourt (Stars de Montréal), 7 pts Gillian Apps (Thunder de Brampton), 7 pts |

## Effectif champion
L'effectif des Stars déclaré champion de la Coupe Clarkson est le suivant :
- Gardiennes de but : Valérie Charbonneau, Jenny Lavigne, Kim St-Pierre
- Défenseures : Tawnya Danis, Stéphanie Denino, Nathalie Déry, Annie Guay, Gillian Merrifield, Sharon Kelly
- Attaquantes : Emmanuelle Blais, Lisa-Marie Breton, Julie Chu, Vanessa Davidson, Sabrina Harbec, Émilie Iuck, Noémie Marin, Caroline Ouellette, Donna Ringrose, Kelly Sudia, Dominique Thibault, Sarah Vaillancourt
- Entraîneur : Patrick Rankine